# Сенмут
Сенмут (Сененмут, Сенемут; егип. Sn-n-Mwt «брат матери») — древнеегипетский зодчий и государственный деятель периода XVIII династии Нового царства. Некоторые факты указывают на то, что он мог быть фаворитом и возлюбленным женщины-фараона Хатшепсут.

## Биография
Сенмут родился в Гермонтисе в незнатной и небогатой семье провинциального писца-чиновника Рамоса и его жены Хатнефер (Хатнефрет), происходивших из крестьян. У него было по крайней мере три брата: Аменемхат, Минхотеп, Паири (двое из них стали жрецами, третий был пастухом) и две сестры — Яххотеп и Нофретхор. Судя по тому, что Сенмут на изображениях предстаёт либо сам, либо с родителями, он оставался холостяком на протяжении всей жизни.
О Сенмуте известно намного больше, чем о каком-либо другом древнем египтянине, не принадлежавшем к царской семье, во многом благодаря его разрушенной гробнице и совместному месту погребения родителей Сенмута, постройкой которого архитектор руководил лично.
Сенмут впервые фигурирует в официальных документах в качестве «Слуги Супруги Бога» (Хатшепсут) и «Слуги царской дочери» (Нефрура). Некоторые исследователи относят восхождение Сенмута, считавшегося выходцем из низших слоёв населения, на ключевые позиции в государственном аппарате ко времени правления Тутмоса I, но вероятнее, что возвышение Сенмута произошло при муже Хатшепсут Тутмосе II (1492—1479 до н. э.), в нубийских походах которого Сенмут, видимо, принимал участие. После утверждения Хатшепсут в качестве регента при малолетнем Тутмосе III в 1479 до н. э. положение Сенмута только возрастало, и вскоре он был награждён многочисленными титулами. После коронации Хатшепсут фараоном Египта Сенмут был назначен чати (эквивалент средневекового визиря) Верхнего Египта.
Известны 10 его статуй, из них на 6-ти он с царевной Нефрурой. В сопроводительной записке написано:

Я воспитал царевну. Мне её поручили…потому что я превосходен в глазах царя

Однако Хатшепсут постигло несчастье: её дочь Нефрура умерла на 15 или 16 году её правления. А ещё через 2 года исчезают упоминания о Сенмуте.

## Архитектура
Сенмут является архитектором наиболее выдающихся сооружений периода Хатшепсут. Он руководил вытёсыванием, транспортировкой и установкой высочайших к тому моменту обелисков-близнецов у входа в храм Карнак.
Известнейшим творением Синмута считается погребальный храм в Дейр-эль-Бахри на запад от Фив, носивший в древности название Джесер джесеру — «Священнейший из священных» и строившийся на протяжении 9 лет — с 7-го (предположительно, 1482 до н. э.) по 16-й (1473 до н. э.) год правления царицы. Хотя храм во многом повторял находящийся рядом храм фараона Среднего царства Ментухотепа II, его величественные колонны поражают воображение и в наши дни. В своё время, этот храм был во многом уникален, демонстрируя безупречную гармонию архитектурного комплекса за тысячу лет до возведения Парфенона в Афинах.
Джесер джесеру состоял из трёх крупных террас, украшенных портиками с белоснежными известняковыми протодорическими колоннами, в центре массивные пандусы, ведущие наверх, к святилищу храма. Террасы храма украшены расписными осирическими пилястрами царицы, её коленопреклонёнными колоссальными статуями и сфинксами, многие из которых хранятся в собраниях Каирского египетского музея и Метрополитен-музея в Нью-Йорке. К первой из террас вела длинная аллея полихромных песчаниковых сфинксов царицы, обсаженная завезёнными из Пунта мирровыми деревьями. Дорога шириной ок. 40 м, с выстроившимися по обеим сторонам сфинксами, вела от нижней террасы храма к границе пустыни и орошаемым полям долины Нила, где стоял гигантский пилон.
Помимо самой царицы, комплекс в Дейр-эль-Бахри был посвящён Амону-Ра, обожествлённому отцу Хатшепсут Тутмосу I, проводнику в загробный мир Анубису и Хатхор Иментет — повелительнице некрополей Западных Фив и великой защитнице умерших. Перед самим храмом был разбит сад из экзотических деревьев и кустарников, вырыты Т-образные бассейны.
Архитектору иногда приписывается создание первых фонтанов-шутих.

## Память
Многие египтологи считают, что Сенмут был не только фаворитом и главным советником, но также ближайшим другом и возлюбленным царицы Хатшепсут, и приводят в качестве доказательства изображения фаворита рядом с самой царицей рядом с входом в храм в Дейр-эль-Бахри, подобие гробницы Сенмута гробнице Хатшепсут и граффити непристойного содержания, нацарапанное на стенах незавершённой гробницы, использовавшейся рабочими, занятыми строительством Джесер джесеру.
Сенмут умер ещё до смерти Хатшепсут. Он выстроил себе две гробницы. Одна из них, TT71, находится рядом с гробницами остальных вельмож Нового царства, а другая — у самого храма Хатшепсут в Дейр-эль-Бахри (DB353). Потолок гробницы № 353 украшен схемой созвездий звёздного неба. Оба захоронения вскоре подверглись разорению. Кварцитовый саркофаг в гробнице № 71 был разбит вдребезги, но, учитывая, что следов погребальной церемонии там не обнаружено, Сенмут не был в нём захоронен. Имя Сенмута стёрто со стен усыпальниц, но изображения остались нетронутыми. Часто считается, что следы повреждений этих гробниц относятся ко времени правления Тутмоса III, стремившегося уничтожить все сведения о правлении мачехи. Однако отдельные исследователи выдвигают и доказательства в пользу того, что Сенмут мог впасть в немилость ещё при жизни царицы.

## Галерея
- Гробница ТТ353
- Ложная дверь. Египетский музей Берлина
- Женщина с лотосом. Изображение в гробнице TT71. Музей искусств округа Лос-Анджелес
- Предполагаемый саркофаг Сенмута
- Крышка канопы. Метрополитен-музей
- Камень с именем Сенмута. Метрополитен-музей